# Sever d'Agde
Sever d'Agde (Síria, s. V - Agde, Erau, ca. 500) fou un religiós d'Agde, abat del monestir de Sant Andreu. És venerat com a sant a l'Església catòlica. No se'n coneix gaire de la vida. Sembla que era un príncep de Síria i va arribar a Agde cap al 456. Va ésser abat del monestir de Sant Andreu i hi va morir cap al final del segle v. Va tenir com a deixeble Maixent d'Agde. Va fundar l'Església de Sant Sever d'Agde.